# 广州市番禺区中医院
广州市番禺区中医院（广州中医药大学番禺医院）是一座三级甲等中医医院，设有东、西两个院区。其中，东院区位于中华人民共和国广东省广州市番禺区市桥街道桥东路93号；西院区位于中华人民共和国广东省广州市番禺区市桥街道桥东路65号。本院与广州市番禺区化龙医院共同组成“番禺区中医院医疗集团”。

## 历史
1958年4月15日，“番禺县联合中医院门诊部”在一座破旧的关帝庙内正式成立并对外开诊，并于1959年8月更名为“市桥公社中医院”，1978年10月更名为“番禺市桥中医院”，1986年5月13日更名为“番禺县中医院”，1992年更名为“番禺市人民医院”，1997年3月被评为“二级甲等中医医院”，2000年改为现名。
2009年9月，广州市番禺区人民医院由番禺区市桥街道桥东路93号搬迁至番禺区桥南街道福愉东路8号，并同步更名为“广州市番禺区中心医院（广州市番禺区人民医院）”。原番禺区人民医院、原番禺区中医院分别更名为“广州市番禺区中医院东院区”和“广州市番禺区中医院西院区”。2013年1月，广州市番禺区中医院被评为“三级甲等中医医院”。2016年10月17日，广州市番禺区中医院东院区医疗综合大楼正式开工，并于2020年7月23日实现主体结构封顶，2023年2月19日正式开业。2024年10月22日，广州市番禺区中医院西院区改造工程正式开工。2025年1月14日，“广州中医药大学番禺医院”在广州市番禺区中医院正式挂牌。